# ليديا نوت
ليديا نوت (بالإنجليزية: Lydia Knott)‏ هي ممثلة أمريكية، ولدت في 1 أكتوبر 1866 في الولايات المتحدة، وتوفيت بنفس المكان في 30 مارس 1955.

## أعمال

### أفلام
- (1923) امرأة باريس

## وصلات خارجية
- ليديا نوت على موقع IMDb (الإنجليزية)
- ليديا نوت على موقع قاعدة بيانات الفيلم (الإنجليزية)